# Carl Eugen Zimmermann
Carl Eugen Zimmermann (* 31. Januar 1828 in Aachen; † 2. Januar 1902 ebenda) war ein deutscher Baumeister und Beigeordneter Bürgermeister der Stadt Aachen.

## Leben und Wirken
Nach seinem Abitur am Aachener Kaiser-Karls-Gymnasium begann Zimmermann im Jahre 1847 zunächst eine Ausbildung zum Feldmesser und legte 1849 die Feldmesserprüfung ab. Anschließend besuchte er die Bauakademie Berlin, wo er 1854 seine Bauführerprüfung bestand.
Anschließend kehrte Zimmermann nach Aachen zurück, wo er an zahlreichen städtischen Baumaßnahmen beteiligt war. Im Jahre 1878 gründete er gemeinsam mit dem Architekten Jakob Kalff und anderen das Bauunternehmen Kalff, Zimmermann & Cie, welches in den Folgejahren maßgeblich für den Neu- und Ausbau eines exklusiven Wohnviertels am Aachener Lousberg verantwortlich war.
In jenen Jahren wurde Zimmermann trotz der beruflichen Belastungen in den Stadtrat und ab dem 16. März 1878 zum Beigeordneten Bürgermeister der Stadt Aachen gewählt. In diesem Amt machte er sich besonders mit seinem Engagement für die Belange des öffentlichen Lebens, im Besonderen des Kur- und Musikwesen verdient. Darüber hinaus gehörte er im Jahr 1885 zu den Gründungsmitgliedern des Vereins für Kunde der Aachener Vorzeit, wobei er anlässlich der konstituierenden Mitgliederversammlung auch zum Vorsitzenden gewählt wurde. Wenige Wochen später zwangen ihm aber erhebliche gesundheitliche Beschwerden, sowohl vom Amt des Bürgermeisters zurückzutreten als auch den Vorsitz des Geschichtsvereins niederzulegen.
In den ihm noch verbleibenden Jahren als Rentier widmete er sich noch der Erforschung der Aachener Geschichte und verfasste einige Publikationen.

## Publikationen (Auswahl)
- Wegweiser durch Aachen, Aachen-Burtscheid und Umgebung: nebst 30 Touren für Radfahrer, einen Stadtplan und zwei Übersichtskarten der Umgebung, C. Meyer, 1897
- Aachen im 18. Jahrhundert : Nach den Anzeigen der Kaiserlich Freien Reichsstadt Aachen Zeitung, In: Aus Aachens Vorzeit, Bd. 14, 1901, S. 67–100